# Egy fiú karácsonya
Az Egy fiú karácsonya (eredeti címén Nadolig Plentyn Yng Nghymru / A Child's Christmas) brit: walesi televíziós vegyes technikájú film, amelyben valós és rajzolt térben élőszínészek és rajzfigurák közösen szerepelnek. A forgatókönyvet Dave Unwin írta, a főszerepben Matthew Rhys hangja hallható. A Brave New World Productions által készült. 
Walesben 2008. december 24-én, Magyarországon pedig 2014. december 22-én az M2-n mutatták be.

## Ismertető
Karácsonynak délutánján egy kisgyerek sétál a nagypapájával a tengerparton, és a fiú papája a  elmeséli gyermekkori karácsonyait az unokájának.